# Lechytia himalayana
Espèce
Lechytia himalayana est une espèce de pseudoscorpions de la famille des Lechytiidae.

## Distribution
Cette espèce est endémique du Népal.

## Étymologie
Son nom d'espèce lui a été donné en référence au lieu de sa découverte, l'Himalaya.

## Publication originale
- Beier, 1974 : Pseudoscorpione aus Nepal. Senckenbergiana Biologica, vol. 55, no 4/6, p. 261-280.